# 田承嗣
田承嗣（705年—779年），字承嗣，平州盧龍（今屬河北省盧龍縣）人。曾為魏博節度使，封雁门郡王。曾祖田堪，隋州从事。祖父田璟，為鄭州司馬。父田守義，官至安東副都護。

## 簡介
開元末年，任安祿山盧龍軍前鋒兵馬使，屢立戰功。治軍有方，官至武衛將軍，天寶年間，參與安史之亂。廣德元年（763年），田承嗣獻莫州向唐室投降，送史朝義母親及妻子於唐軍，依靠僕固懷恩。官至魏博節度使，當時華北軍人將安祿山、安慶緒、史思明、史朝義等四人奉若神明，田承嗣為安定北方人心，特別為四人立祠，號為四聖。
773年，田承嗣为取得使相荣衔，毁了安史四聖的祠堂，如愿被授予同中书门下平章事，并封爵雁门郡王。次年，代宗许嫁女永乐公主给田承嗣子田华，希望改善和田承嗣的关系，但田承嗣却愈发骄纵。
大历十年（775年），田承嗣突發兵攻陷相州（今河南安阳），唐廷以成德节度使李宝臣、淄青节度使李正己讨之。五月初三，田承嗣部将霍荣国在磁州投降。六月，田承嗣部将裴志清率部降于李宝臣。田承嗣屢遭挫敗，八月，上表请罪，又遣卢子期侵犯磁州，幾乎攻破城池。田承嗣暗中勾結李正己，将境内户口、甲兵、谷帛等交给李正己。李正己按兵不进，河南诸道兵亦不動。田承嗣又挑撥離間李宝臣與朱滔，宝臣派兵偷袭朱滔，双方交恶。大曆十一年田承嗣上表謝罪，這時李正己向朝廷擔保田承嗣，事遂不了了之。次年二月，唐代宗下诏特赦田承嗣。
大曆十一年（776年）五月，田承嗣又蠢蠢欲動，出兵援救汴州宋州都虞候李靈曜，七月，进攻滑州，击败永平节度使李勉，十月，李靈曜失敗被殺，田悦被李忠臣、马燧击败。田承嗣再度上表請罪。李正己又替他說話，事遂平。承嗣割据魏、博、相、卫、洺、贝、澶七州，“以土地傳付子孫，不稟朝旨”，藩镇割据日漸嚴重。大曆十四年（779年）田承嗣卒。承嗣有十一子，但最喜愛侄子田悅，臨終時命田悅為留後。此為藩鎮世襲之先例。
魏博兵馬使田緒為承嗣之子，殺田悅，自命為節度使。

## 妻子
夫人孙氏

## 子孙
1. 田维，魏州刺史
2. 田朝，左神武将军知军事检校右散骑常侍兼御史大夫
3. 田华，太常少卿、駙馬都尉，先后娶唐代宗女永乐公主和新都公主。赠工部尚书
4. 田繹，试大理评事
5. 田綸，监察御史里行
6. 田緒
7. 田繪，早逝
8. 田純，早逝
9. 田纷，河南忝军。或作田綰
10. 田紳，殿中侍御史内供事
11. 田縉，字雲長，曾任殿中侍御史内供奉，右領軍將軍、扶風郡公。诸子：田季宗，監察御史；田季昌，福王府參軍；田季皋；田季鷹；田季卿；田季黃；田季芳
12. 田某，出家，法号敬昂

- 田氏，嫁李宝正
- 田氏，嫁马寔[1]

## 延伸阅读
[在维基数据编辑]
 《舊唐書·卷141》，出自刘昫《舊唐書》
 《新唐書/卷210》，出自《新唐書》